# 比利亚梅迪亚纳
比利亚梅迪亚纳，是西班牙卡斯蒂利亚-莱昂帕伦西亚省的一个市镇。 总面积58平方公里，总人口242人（2001年），人口密度4人/平方公里。